# Tusculum (Latium)

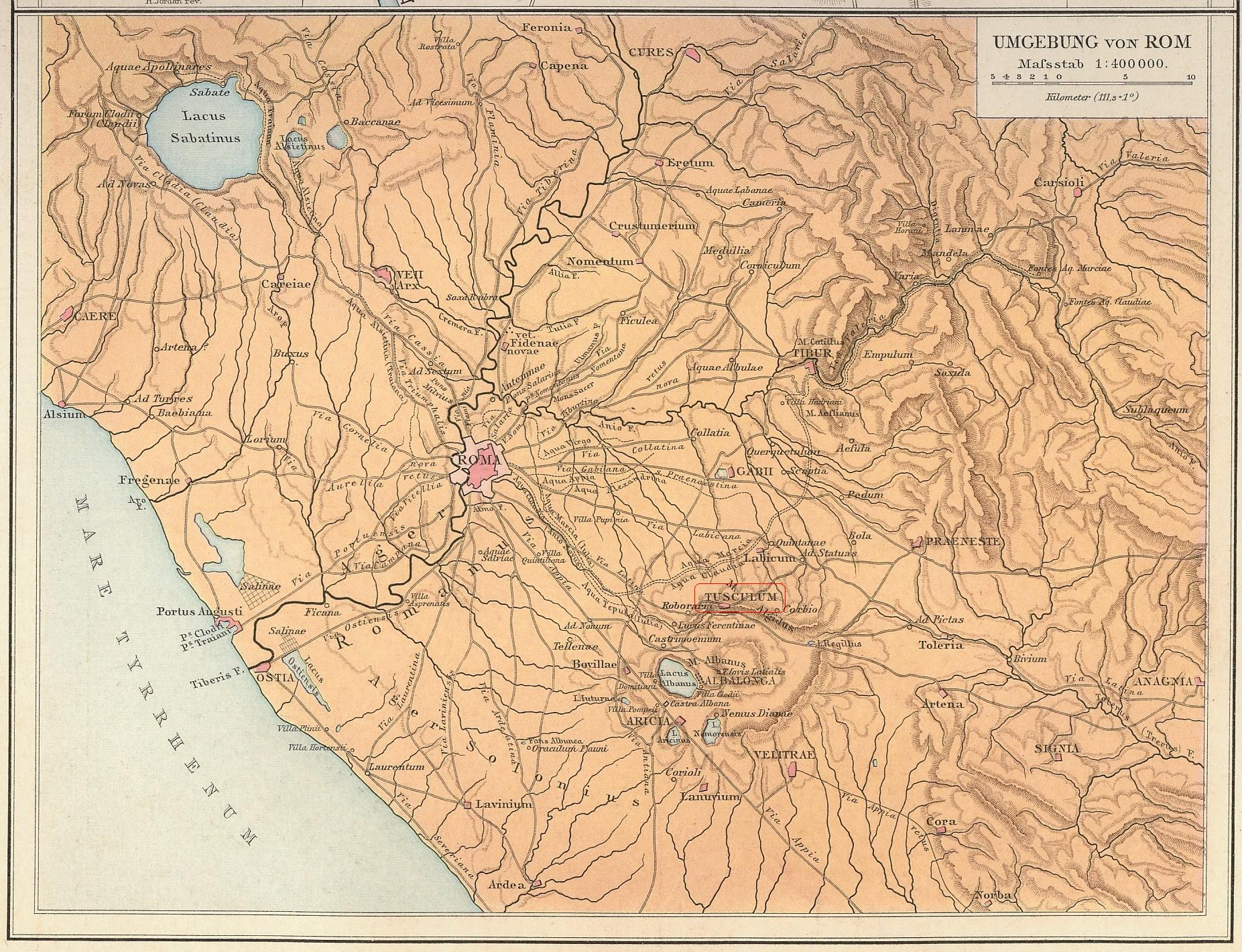
Tusculum ten zuidoosten van het oude Rome

Tusculum is de klassieke Romeinse naam voor een belangrijke stad in de Albaanse Heuvels, in de regio Lazio in Italië.

## Locatie
De ruïnes van Tusculum liggen op de Tuscolo heuvel, op de noordelijk rand van de buitenste kraterring van de Albaanse vulkaan. De vulkaan ligt in de Albaanse heuvels op 6 km ten noordoosten van het moderne Frascati, met Rome op ca. 25 km richting noordwesten. Richting Rome reisde men over de Via Latina (waarvandaan een aftakking richting Tusculum omhoog liep, terwijl de hoofdweg de vallei ten zuiden bleef volgen), of via de Via Labicana in het noorden.
Strabo schreef over Tusculum:

Ἐπὶ ταύτης δὴ τὸ Τούσκουλον ἵδρυται πόλις οὐ φαύλως κατεσκευασμένη· κεκόσμηται δὲ ταῖς κύκλῳ φυτείαις καὶ οἰκοδομίαις, καὶ μάλιστα ταῖς ὑποπιπτούσαις ἐπὶ τὸ κατὰ τὴν Ῥώμην μέρος. Τὸ γὰρ Τοῦσκλον ἐνταῦθα ἐστὶ λόφος εὔγεως καὶ εὔυδρος, κορυφούμενος ἠρέμα πολλαχοῦ ...
— Strabo, Geographika V 3 § 12.

Maar nog dichter bij Rome dan het bergachtige land waar deze steden liggen, is een bergkam, waartussen een vallei ligt, die hoog is tot aan de Alba Berg. Het is op deze kam dat Tusculum ligt, een stad met niet slecht onderhouden gebouwen; die wordt gedecoreerd door de plantages en villa's eromheen, in het bijzonder door die, die zich onder de stad uitstrekken aan de kant van Rome; want hier is Tusculum een vruchtbare en goed-bewaterde heuvel, die op vele plaatsen zacht glooiend naar een heuveltop rijst ...

## Geschiedenis

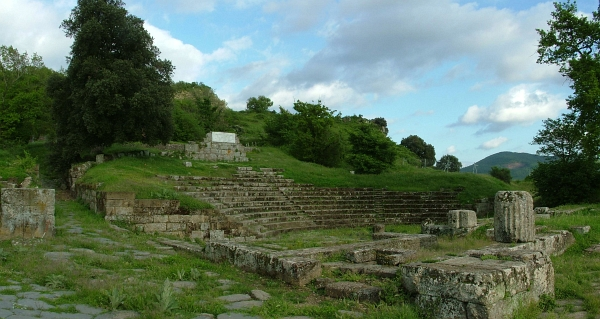
Het theater van Tusculum

### Vroege historie
Grafurnen uit de 8e en 7e eeuw v.Chr. geven blijk van menselijke activiteiten in de regio, met een continue bewoning vanaf de 8e eeuw v.Chr. tot aan de 12e eeuw n.Chr.

### Oudheid
Volgens de traditie werd de stad gesticht door Telegonus, de zoon van Odysseus en Circe. Toen Tarquinius Superbus verdreven was uit Rome, werd hij opgevangen door de leider van Tusculum, Octavius Mamilius, die een leidende rol speelde in de vorming van de Latijnse Liga. Mamilius was aanvoerder van het Latijnse leger tijdens de Slag bij het Meer van Regillus (497 v.Chr.), maar werd gedood, en de Romeinse overheersing van de Latijnse steden was bijna voltooid. Volgens enkele bronnen werd Tusculum vanaf die tijd een bondgenoot van Rome, en werd daarom vaak slachtoffer van vijandigheden van andere Latijnse steden.
In 460 v.Chr. bezetten de Sabijnen, aangevoerd door Appius Herdonius, het Capitool. Van alle Latijnse steden reageerde alleen Tusculum met het zenden van troepen, aangevoerd door de dictator Lucius Mamilius, om de Romeinen te helpen, en samen met de formaties van consul Publius Valerius Volumnius Publicola bevrijdden zij Rome. Rome was de Tusculanen zeer dankbaar voor de ontvangen hulp en verhief Lucius Mamlius tot Romeins burger omdat, zoals Livius schreef, 'er alleen hulp van Tusculum kwam' (...solum auxilium Tusculans venit).
In 459 v.Chr. vielen de Aequi Tusculum aan en veroverden het fort. De dankbaarheid van de Romeinen voor de doorslaggevende hulp die zojuist verleend was in de afgesloten oorlog, zorgde ervoor dat Rome de aangevallen stad te hulp schoot. Het fort werd heroverd met de troepen van Lucius Quinctius Cincinnatus die de Aequi versloeg in de slag bij de Algidus berg.

### Romeins Tusculum

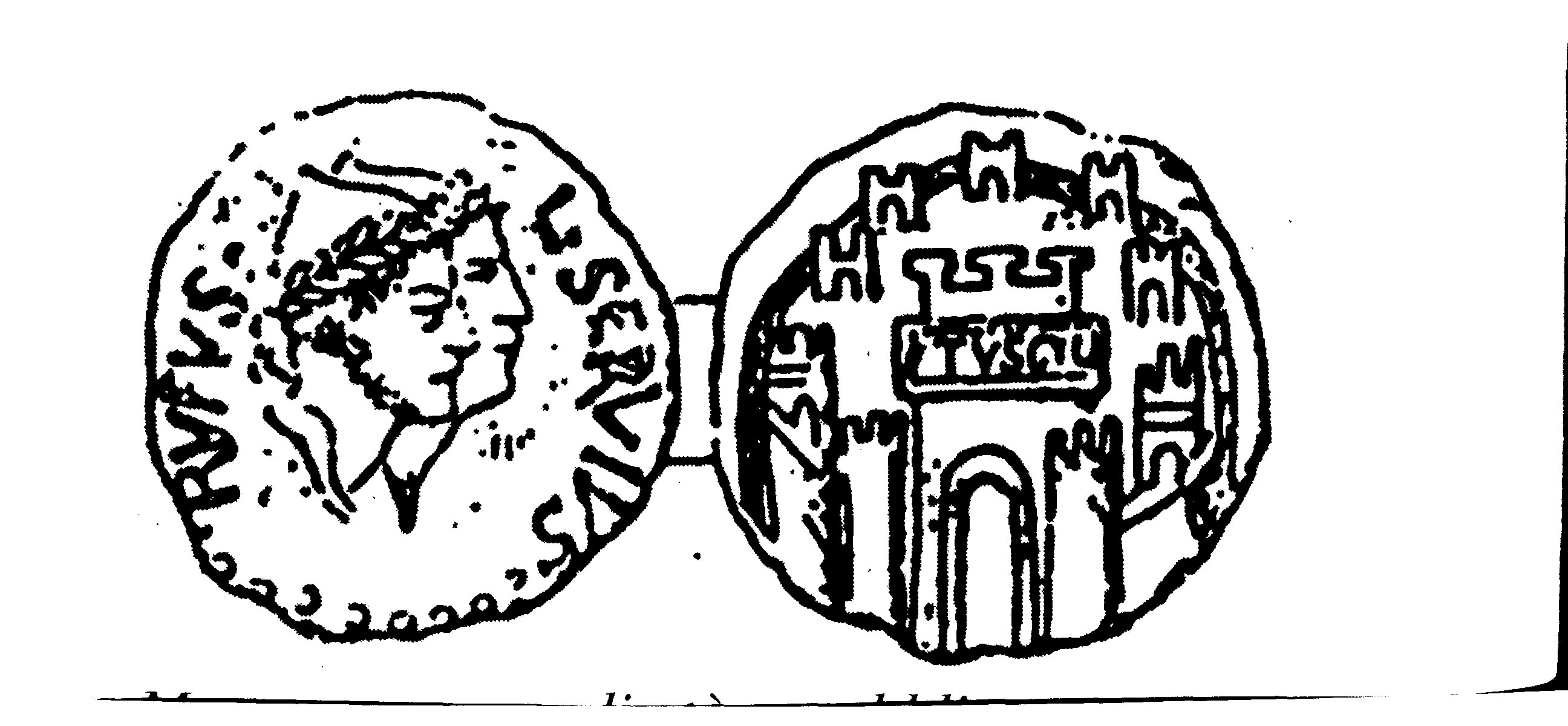
Muntstuk van L. Servius Rufus 44-43 v.Chr. Links de Dioscuri, rechts het fort van Tusculum

In 381 v.Chr., na een uiting van complete onderwerping aan Rome, ontving de bevolking van Tusculum het Romeinse burgerrecht, Tusculum werd de eerste "municipium cum suffragio", oftewel autonome stad, en vanaf die tijd hield de stad de rang van municipium. De burgers van Tusculum werden dan ook bijgeschreven in de "tribus Papiria".
Andere bronnen beweren echter dat Tusculum vaak de zijde koos van de vijanden van Rome, als laatste de Samnieten in 323 v.Chr..
Vele van de belangrijkste Romeinse families kwamen oorspronkelijk uit Tusculum, bijvoorbeeld de gentes Mamilii, Fulvii, Fonteii, Juventii, Oppii, Coruncanii, Quintii, Rabirii, Javolenii, Cordii, Manlii, Furii en Porcii; tot deze laatste gens behoren de beroemde Cato's (Marcus Porcius Cato Censorius maior werd geboren in Tusculum in 243 v.Chr.).
De stadsraad behield de naam van senaat, maar de titel van dictator werd vervangen door die van aedilis. Ondanks dit en het feit dat een speciaal college van Romeinse equites geformeerd werd om leiding te geven aan de cultus van de goden van Tusculum, in het bijzonder de Dioscuri, waren de burgers zelf nooit groot in getal of aanzien. De villa's in de buurt hadden een grotere status dan de slecht bereikbare stad zelf, en tegen het einde van de Republiek tot ver in de keizertijd was het gebied een van de favoriete vestigingsplaatsen van rijke Romeinen.
In 54 v.Chr. schreef Cicero in zijn Pro Cn. Plancio (Verdediging van Gnaius Plancius): "... tu es e municipio antiquissimo Tusculano, ex quo sunt plurimae familiae consulares, in quibus est etiam Iuventia — tot ex reliquis municipiis omnibus non sunt ..." ("je bent afkomstig uit de alleroudste municipium Tusculum, waaruit zeer vele consulaire families afkomstig zijn, waaronder ook de gens Iuventia - uit alle overige muncipia samen zijn niet zoveel consulaire families afkomstig") (Pro Planc. 19). Zijn werk de Tusculanae disputationes (Gesprekken in Tusculum) schreef Cicero in zijn villa in Tusculum.
Varro, zelf afkomstig uit Tusculum, schreef dat de volgende wet van kracht was in Tusculum: "Vinum novum ne vehatur in urbem ante quam Vinalia kalentur." (De lingua Latina VI 16) ("nieuwe wijn wordt de stad niet in vervoerd voordat de Vinalia worden afgekondigd.")
Seneca schreef over de aankoop van een zomerhuisje in Tusculum: "Nemo Tusculanum aut Tiburtinum comparaturus salubritatis causa, et aestivi secessus, quoto anno empturus sit disputat: ..." (De beneficiis IV 12) ("Niemand die een huis in Tusculum of Tibur wil verwerven om gezondheidsreden, en als zomerverblijf, zal uitrekenen hoeveel jaar hij moet afbetalen:")
Het laatste archeologische bewijs van Romeins Tusculum is een bronzen herdenkingstablet uit 406 n.Chr. voor consul Anicius Probus en zijn zuster Anicia.
Het aantal en de omvang van de ruïnes is bijna onbeschrijflijk, en kan eigenlijk alleen op een kaart getoond worden. Zelfs in de tijd van Cicero waren er al achttien eigenaren van villa's. Veel van het terrein (inclusief Cicero's villa), maar niet de stad zelf, die te hoog ligt, werd van water voorzien door de Aqua Crabra. Op de heuvel van Tuscolo zijn in 1839 de overblijfselen van een klein theater opgegraven.
Van de 5e tot de 10e eeuw zijn er geen historische vermeldingen van Tusculum. Vanaf de 10e eeuw werd het de beroemde basis van de Graven van Tusculum, een belangrijke familie in middeleeuws Rome.

### Hoge middeleeuwen

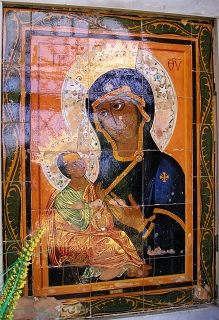
Madonna del Tuscolo.

Van de 10e tot de 12e eeuw is de geschiedenis van Tusculum nauw verbonden met die van de Graven van Tusculum. Zij waren een familie, of geslacht, dat begon met Theophylactus I, Graaf van Tusculum (gestorven 924) en zijn dochter Marozia (892 - 932), die trouwde met Alberik I van Spoleto (gestorven 917, markies van Spoleto en Camerino, overwinnaar in 915 in de slag bij de Garigliano rivier tegen een leger van de Saracenen.
De Graven van Tusculum verkregen een beslissende stem in politieke en religieuze aangelegenheden in Rome - een positie die ze lange tijd konden volhouden. Zij waren pro-Byzantium en tegen de keizer van het Heilige Roomse Rijk. Uit hun midden kwamen vele pausen in de periode tussen 914 en 1049.
Graaf Gregorius I van Tusculum wordt herdacht als een van de grootste Graven omdat hij het fort op de Tuscolo heuvel herbouwde, de "Criptaferrate" als geschenk aan Sint Nilus de Jongere gaf en in 1001 een opstand van het Romeinse volk tegen keizer Otto III leidde.

### Oorlog met de Commune van Rome
In 1167 viel het leger van de Commune van Rome Tusculum aan in de Slag bij Monte Porzio, maar werd verslagen door de troepen van de keizer, aangevoerd door Christiaan I van Buch, Aartsbisschop van Mainz; tijdens de zomer van 1167 decimeerde een uitbraak van de pest het Keizerlijke Leger en Frederik Barbarossa was gedwongen terug te keren naar Duitsland.
In 1183 viel de Commune opnieuw aan, en keizer Frederik I Barbarossa stuurde een nieuw contingent ter verdediging.

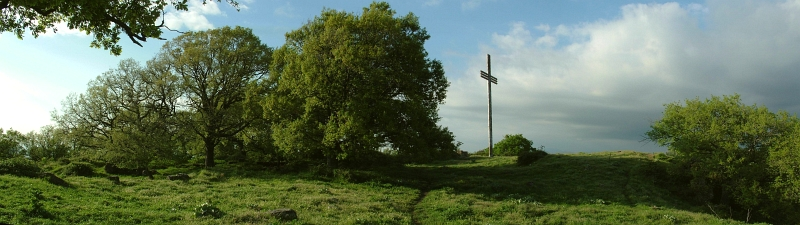
Croce del Tuscolo.

### Ondergang
De Commune van Rome vernietigde de stad op 17 april 1191, met toestemming van zowel paus Celestinus III als keizer Hendrik VI, zoon van Barbarossa.
Roger van Hoveden schreef: "er bleef geen steen op de andere" (lapis supra lapidem non remansit), en inderdaad nam het leger van de Commune de stenen van de muren van Tusculum als oorlogsbuit mee naar Rome.

## Ontdekking en archeologische opgravingen
In 1806 begon de eerste archeologische campagne op de top van de Tuscolo heuvel door Lucien Bonaparte.
In 1825 voerde de archeoloog Markies Luigi Biondi (1776-1839) opgravingen uit om Tusculum te vinden, in opdracht van koningin Maria Cristina van Bourbon, echtgenote van Karel Felix van Sardinië. In 1839 en 1840 voerde de architect en archeoloog Luigi Canina (1795-1856) in opdracht van dezelfde koninklijke familie opgravingen aan het theater van Tusculum uit. De oude kunstwerken die ontdekt werden, werden naar het hertogelijk kasteel van Agliè in Piëmont verstuurd.
In 1890 arriveerde Thomas Ashby (1874-1931) in Rome als directeur van de "British School at Rome". Hij was een expert op het gebied van de topografie van historische monumenten en bestudeerde en beschreef de Tusculaanse monumenten in het boek "The Roman Campagna in Classical Times" gepubliceerd in Londen in 1927.
In 1955 en 1956 deed de archeoloog Maurizio Borda opgravingen aan de necropolis en vond grafurnen.
Van 1994 tot 1999 was de laatste campagne door archeoloog Xavier Dupré en zijn team van de "Escuela Espanola de Historia y Arqueologia en Roma". Zij hielpen bij het beter begrip van de geschiedenis van deze oude Latijnse stad.

## Huidige situatie
Op de top van de Tuscolo heuvel is in 1934, in de tijd van Mussolini, een altaar geplaatst met een ijzeren kruis van 19 meter hoog. De hoogte van het kruis is zo gekozen omdat het 19 eeuwen na de dood van Jezus Christus is gebouwd.
Op het altaar is een marmeren tegel bevestigd met een Latijnse inscriptie, waarin de naam van Mussolini is weggekrast.

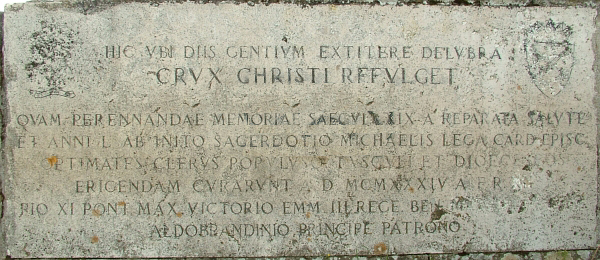
De marmeren tegel.

HIC UBI DIIS GENTIUM EXTITERE DELUBRA
CRUX CHRISTI REFULGET
QUAM PERENNANDAE MEMORIAE SAECULI XIX A REPARATA SALUTE
ET ANNI L AB INITO SACERDOTIO MICHAELIS LEGA CARD EPISC
OPTIMATES CLERUS POPULUSQUE TUSCULI ET DIOECESEOS
ERIGENDAM CURARUNT A.D. MCMXXXIV A FR XII
PIO XI PONT. MAX - VICTORIO EMM. III REGE - BENITO MUSSOLINI DUCE -
ALDOBRANDINIO PRINCIPE PATRONO
In vertaling:
Hier waar de tempels voor de goden van de heidenen oprezen
straalt het kruis van Christus
dat ter eeuwige herinnering 19 eeuwen na het herstel van het heil
en 50 jaar na het begin van het priesterschap van kardinaal Michael Lega
de notabelen, de kerk en het volk van Tusculum en de diocees
hebben laten oprichten in het jaar 1934, jaar 12 van het fascisme
toen Pius XI paus was - Victor Emmanuel III koning - Benito Mussolini leider
met de vorst van de Aldobrandini als beschermheer

## Antieke bronnen
- Cassius Dio
- Strabo, Geographika
- Marcus Tullius Cicero